# Elena Dobrițoiu
Elena Dobrițoiu (romanès: Elena Radu)  (Bucarest, 29 d'agost de 1957) és una ex-remadora romanesa que va competir durant les dècades de 1970 i 1980.
El 1980 va prendre part en els Jocs Olímpics de Moscou, on guanyà la medalla de bronze en la competició del vuit amb timoner del programa de rem.